# Vladimir Pyatigorets
Vladimir Pyatigorets (tiếng Belarus: Уладзiмiр Пяцiгорец; tiếng Nga: Владимир Пятигорец; sinh 12 tháng 4 năm 1990) là một cầu thủ bóng đá Belarus. Tính đến năm 2017, anh thi đấu cho Torpedo Minsk.